# The Long Trail
The Long Trail è un film muto del 1917 diretto da Howell Hansel. Fu l'ultimo lavoro di Hansel, che morì il 5 novembre 1917. Gli interpreti principali furono Mary Fuller e Lou Tellegen. L'attore, dopo questo film, passò alla regia.

## Trama
André Dubois vive una vita solitaria in mezzo ai suoi boschi, mantenendosi con la caccia. Una notte, salva Louise Graham, una ragazza di città che è stata sorpresa dalla tormenta e che trova rifugio nella capanna di André. Il fidanzato di Louise, quando viene a sapere che la ragazza ha passato la notte con un altro uomo, la lascia e André, da vero gentiluomo, chiede a Louise di sposarlo, anche se il loro sarà solo un matrimonio di convenienza.
Alla capanna, un giorno giunge il fratello di Louise, Peter. André riconosce in lui l'uomo che ha sedotto sua sorella ma, per amore di Louise, rinuncia a vendicarsi di lui. Peter, inseguito dalla polizia con l'accusa di omicidio, viene aiutato da André a fuggire. Finalmente Louise comincia a guardare in modo diverso quel marito che è stata costretta a sposare ma che si dimostra nei suoi confronti così tenero e innamorato.

## Produzione
Il film fu prodotto dalla Famous Players-Lasky Corporation. Per le scene sulla neve, venne girato al Lago Saranac, nello stato di New York.

## Distribuzione
Il copyright del film, richiesto dalla Famous Players Film Co., fu registrato il 30 giugno 1917 con il numero LP11032
Distribuito dalla Paramount Pictures, il film uscì nelle sale cinematografiche USA il 23 luglio 1917.